# Progne chalybea
A andorinha-doméstica-grande (Progne chalybea), também conhecida como taperá, é uma andorinha de grande porte que ocorre nas Américas do Sul e Central.

## Etimologia
O nome taperá vem do tupi antigo taperá.

## Taxonomia
São reconhecidas três subespécies:
- P. c. chalybea – (Gmelin, 1789): subespécie nominal, reproduz-se desde o México, através da América Central, até centro do Brasil, e em Trinidad
- P. c. warneri – Phillips, A.R., 1986: ocorre no oeste do México
- P. c. macrorhamphus – Brooke, 1974: ocorre mais ao sul da América Central até o centro da Argentina

A subespécie de ocorrência mais ao sul migra para o norte até a Venezuela durante o inverno meridional, e a nominal também realiza movimentos locais após a época de reprodução.

## Descrição
Mede 18 cm de comprimento, com cauda bifurcada e asas relativamente longas, pesa 39 g. Machos adultos são preto-azulados brilhantes com garganta, peito e flancos castanho-acinzentados contrastando com a barriga branca. As fêmeas são mais pálidas que os machos e os juvenis são castanho-pálidos por cima.

## Comportamento

### Reprodução
Essa espécie nidifica em cavidades em barrancos e edifícios, ou em buracos antigos de pica-pau. Normalmente, dois a quatro ovos são colocados no ninho e são incubados por 15–16 dias, com mais 22 dias para o nascimento.

### Alimentação
A andorinha-doméstica-grande é uma ave gregária que caça insetos durante o voo.